# Florian Gerster

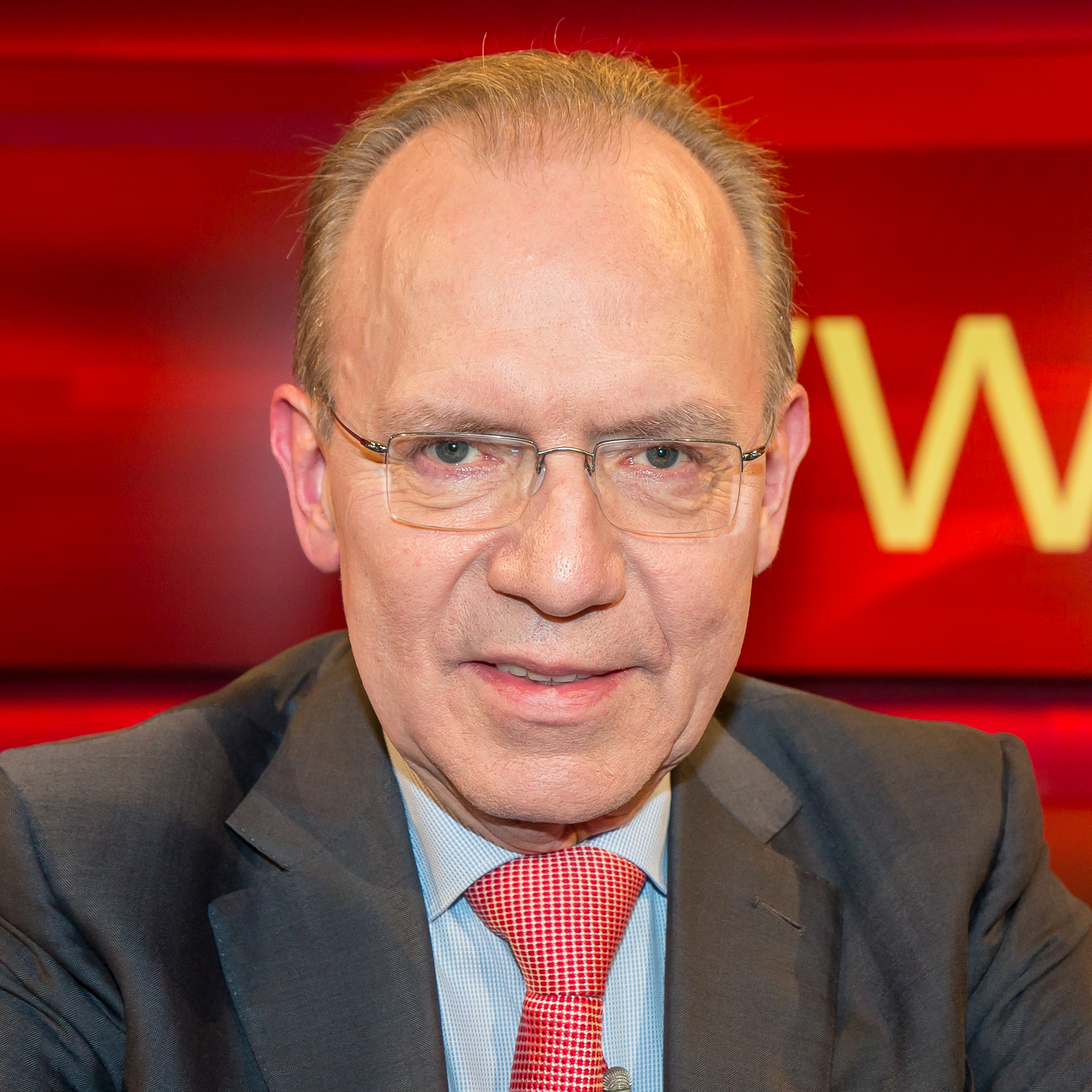
Florian Gerster, 2017

Florian Gerster (* 7. Mai 1949 in Worms) ist ein deutscher Politiker (FDP, bis 2019 SPD). Er war Mitglied des Deutschen Bundestages, Landtagsabgeordneter und Minister des Landes Rheinland-Pfalz sowie Vorstandsvorsitzender der Bundesagentur für Arbeit. Seit 2004 ist er als Lobbyist der Privatwirtschaft tätig.

## Familie, Ausbildung und Beruf
Gerster ist der Bruder der Journalistin und ehemaligen Nachrichtenmoderatorin Petra Gerster. Sein Onkel zweiten Grades ist der CDU-Politiker Johannes Gerster.
Nach seinem Abitur 1968 am Rudi-Stephan-Gymnasium in Worms und anschließendem Wehrdienst studierte Gerster Psychologie und Betriebswirtschaftslehre an der Universität Mannheim. 1975 schloss er dort sein Psychologiestudium als Diplom-Psychologe ab, 2018 wurde er an der Universität Duisburg-Essen zum Dr. rer. pol. promoviert.
Er hat den Rang eines Oberstleutnants der Reserve der Bundeswehr.
Von 2002 bis 2004 war er Vorsitzender des Vorstands der Bundesagentur für Arbeit (BA) in Nürnberg. Seitdem ist er als Unternehmensberater in Frankfurt am Main tätig, bis Herbst 2007 als Partner der Personalberatung Ray und Berndtson. Gerster war bis 2007 als Direktor Policy Fellows für das Forschungsinstitut zur Zukunft der Arbeit und langjährig als Lehrbeauftragter der Deutschen Hochschule für Verwaltungswissenschaften in Speyer tätig. Von 2007 bis 2012 war Gerster Gründungspräsident des Arbeitgeberverbandes Neue Brief- und Zustelldienste (seit 2011 Bundesverband Briefdienste). Von 2015 bis 2018 war er Vorsitzender des Bundesverbandes Paket und Expresslogistik (BIEK). Er ist ein Gründungsmitglied des Fördervereins für die arbeitgebernahe Initiative Neue Soziale Marktwirtschaft.
Gerster rief im Jahr 2003 den Jazzpreis der Stadt Worms ins Leben, indem er die für die Dotierung benötigen Gelder bereitstellte, die bis ins Jahr 2013 ausreichten, den Preis zu finanzieren.

## Politischer Werdegang
Mit 17 Jahren trat Gerster 1966 in die SPD ein. Seine politische Karriere begann 1974 als Stadtrat in Worms. 1977 trat er als Nachrücker von Lucie Kölsch in den Landtag von Rheinland-Pfalz ein. Ab 1978 saß er der SPD in Worms vor. Bei der Bundestagswahl 1987 wurde der SPD-Landesvorstand in den Bundestag gewählt, woraufhin er sein Landtagsmandat niederlegte. Gerster wurde Mitglied des „Seeheimer Kreises“. Von 1991 bis 1994 war er Minister für Bundesangelegenheiten und Europa des Landes Rheinland-Pfalz (Kabinett Scharping), im Oktober 1994 wechselte er in das Ressort für Arbeit, Soziales und Gesundheit (Kabinett Beck I, Kabinett Beck II). Ab 2001 war er auch für die Familienpolitik zuständig (Kabinett Beck III). Nach der Landtagswahl in Rheinland-Pfalz 2001 war er von 2001 bis 2002 erneut Mitglied des rheinland-pfälzischen Landtags.
Der FDP-Bundesvorsitzende Christian Lindner gab ihn auf dem Dreikönigstreffen am 6. Januar 2020 als Neumitglied bekannt. Gerster gab an, die SPD habe sich vom Bürgertum entfernt und sei keine optimistische Partei mehr, sodass er keinen Sinn darin sehe, in ihr zu verbleiben.

## Vorstandsvorsitzender der Bundesanstalt für Arbeit
Am 27. März 2002 wurde Gerster Nachfolger des wegen des Vermittlungsskandals entlassenen Bernhard Jagoda (CDU) als Leiter der Bundesanstalt für Arbeit, die 2004 auf seine Initiative hin in Bundesagentur für Arbeit umbenannt wurde. Er war als Vorstandsvorsitzender der erste Leiter der BA, der keinen Beamtenstatus innehatte. Im Mai 2002 berief er seinen späteren Amtsnachfolger Frank-Jürgen Weise (CDU) in den Vorstand der BA.
Im November 2003 geriet er wegen eines PR-Auftrags in Höhe von 1,3 Millionen Euro mit der WMP Eurocom, der nicht ausgeschrieben worden war, in die Schlagzeilen. Mitte Januar 2004 wurden Verträge mit fünf Beraterfirmen und einem Gesamtvolumen von 38 Millionen Euro bekannt. Am 20. Januar 2004 wurden Vorwürfe laut, Gerster solle veranlasst haben, dass interne Protokolle der Behörde verfälscht wurden, um die Affäre zu vertuschen. Obwohl ihn ein interner Revisionsbericht am 23. Januar 2004 entlastete, entzog ihm am Folgetag der Verwaltungsrat der Bundesagentur das Vertrauen mit 20 zu 1 Stimmen; er wurde im Anschluss vom Bundesminister für Wirtschaft und Arbeit Wolfgang Clement (SPD) entlassen.

## Weitere Mitgliedschaften und Ämter
Gerster arbeitete als Beiratsvorsitzender in Deutschland unter anderem für den amerikanischen Immobilieninvestor Fortress Investment Group, der als Private-Equity-Fonds soziale Wohnungsbauten in Deutschland zu erwerben versuchte, und war Mitglied im Aufsichtsrat des Wohnungsunternehmens GAGFAH.
Er ist ehrenamtlicher Vorsitzender der Initiative Gesundheitswirtschaft Rhein-Main e. V. sowie im Vorstand des Absolventennetzwerkes der Universität Mannheim, AbsolventUM e. V.
Seit Anfang 2010 ist er stellvertretender Vorsitzender des Netzwerks Deutscher Gesundheitsregionen e. V. Von 2019 bis 2022 Vorsitzender des Beirats der compertis Beratungsgesellschaft für betriebliches Vorsorgemanagement mbH, einem Unternehmen der R+V Versicherung.

## Veröffentlichungen
- mit Dietrich Stobbe: Die linke Mitte heute. Dietz, Bonn 1989, ISBN 3-8012-0147-3.
- mit Armin A. Steinkamm (Hrsg.): Armee 2000: Wehrpflicht und Reservistenkonzeption (= Wehrdienst und Gesellschaft. Bd. 1). Nomos, Baden-Baden 1990, ISBN 3-7890-2112-1.
- Zwischen Pazifismus und Verteidigung. Die Sicherheitspolitik der SPD. Nomos, Baden-Baden 1994, ISBN 3-7890-3659-5.
- Gesellschaft mit beschränkter Haftung. Gewinner und Verlierer im Sozialstaat. Nomos, Baden-Baden 1997, ISBN 3-7890-5134-9.
- (Hrsg.): Arbeit muss sich lohnen (= Schriftenreihe „Dialog sozial“. Bd. 3). Nomos, Baden-Baden 2001, ISBN 3-7890-7505-1.
- Arbeit ist für alle da. Neue Wege in die Vollbeschäftigung. Propyläen, Berlin 2003, ISBN 3-549-07180-9.
- Die Motivation zur Politik: Eine qualitative Analyse der Beweggründe für Politik als Beruf. Dissertation. 2018